# Ibrahim Kasule
Ibrahim Kasule (Buikwe, 17 febbraio 2004) è un calciatore ugandese, attaccante del N.Y. Red Bulls e della nazionale ugandese.

## Carriera

### Club
Kasule ha iniziato la sua carriera calcistica in Uganda con i Wakiso Giants dove ha giocato dal 2022 al 2023. Nel gennaio del 2023 è stato acquistato dal Keçiörengücü dove ha giocato con la formazione Under-19.
Il 30 marzo 2023 si è trasferito negli Stati Uniti dove ha firmato un contratto con il N.Y. Red Bulls II. Ha debuttato il 10 aprile seguente nell'incontro di MLS Next Pro perso 3-1 contro il Crown Legacy FC ed il 27 maggio ha segnato il suo primo gol contro l'Huntsville City. Al termine della stagione, dove ha segnato 17 reti in 27 partite, è stato inserito nella squadra ideale del torneo di MLS Next Pro.
Il 31 agosto ha fatto il suo esordio con la prima squadra dei N.Y. Red Bulls, entrando in campo nell'incontro di MLC perso 1-0 contro il N.E. Revolution.

### Nazionale
Il 9 ottobre 2023 ha ricevuto la prima convocazione da parte della nazionale ugandese, in vista di due incontri amichevoli contro Mali e Zambia. Ha debuttato quattro giorni più tardi proprio contro il Mali.

## Statistiche

### Presenze e reti nei club
Statistiche aggiornate al 10 giugno 2024.
| Stagione        | Squadra           | Campionato      | Campionato | Campionato | Coppe nazionali | Coppe nazionali | Coppe nazionali | Coppe continentali | Coppe continentali | Coppe continentali | Altre coppe | Altre coppe | Altre coppe | Totale | Totale | Totale |
| Stagione        | Squadra           | Comp            | Pres       | Reti       | Comp            | Pres            | Reti            | Comp               | Pres               | Reti               | Comp        | Pres        | Reti        | Pres   | Reti   |        |
| --------------- | ----------------- | --------------- | ---------- | ---------- | --------------- | --------------- | --------------- | ------------------ | ------------------ | ------------------ | ----------- | ----------- | ----------- | ------ | ------ | ------ |
| 2023            | N.Y. Red Bulls II | MNP             | 27         | 17         |                 | -               | -               |                    | -                  | -                  |             | -           | -           | 27     | 17     |        |
| 2024            | N.Y. Red Bulls II | MNP             | 11         | 5          | USCup           | 1               | 0               |                    | -                  | -                  |             | -           | -           | 12     | 5      |        |
| 2024            | N.Y. Red Bulls    | MLS             | 1          | 0          | USCup           | 0               | 0               |                    | -                  | -                  |             | -           | -           | 1      | 0      |        |
| Totale carriera | Totale carriera   | Totale carriera | 48         | 3          |                 | 0               | 0               |                    | -                  | -                  |             | -           | -           | 48     | 3      |        |

### Cronologia presenze e reti in nazionale
| Cronologia completa delle presenze e delle reti in nazionale ― Uganda | Cronologia completa delle presenze e delle reti in nazionale ― Uganda | Cronologia completa delle presenze e delle reti in nazionale ― Uganda | Cronologia completa delle presenze e delle reti in nazionale ― Uganda | Cronologia completa delle presenze e delle reti in nazionale ― Uganda | Cronologia completa delle presenze e delle reti in nazionale ― Uganda | Cronologia completa delle presenze e delle reti in nazionale ― Uganda | Cronologia completa delle presenze e delle reti in nazionale ― Uganda |
| Data                                                                  | Città                                                                 | In casa                                                               | Risultato                                                             | Ospiti                                                                | Competizione                                                          | Reti                                                                  | Note                                                                  |
| --------------------------------------------------------------------- | --------------------------------------------------------------------- | --------------------------------------------------------------------- | --------------------------------------------------------------------- | --------------------------------------------------------------------- | --------------------------------------------------------------------- | --------------------------------------------------------------------- | --------------------------------------------------------------------- |
| 13-10-2023                                                            | Bamako                                                                | Mali                                                                  | 1 – 0                                                                 | Uganda                                                                | Amichevole                                                            | -                                                                     | 74’                                                                   |
| 10-6-2024                                                             | Kampala                                                               | Uganda                                                                | 1 – 2                                                                 | Algeria                                                               | Qual. Mondiali 2026                                                   | -                                                                     | 88’                                                                   |
| Totale                                                                |                                                                       | Presenze                                                              | 2                                                                     |                                                                       | Reti                                                                  | 0                                                                     |                                                                       |